# Procureur du roi en Belgique
Pour un article plus général, voir Procureur du roi.

Les 12 arrondissements judiciaires de Belgique depuis la réforme de 2014,.

En Belgique, le procureur du roi (en néerlandais : procureur des Konings et en allemand : Prokurator des Königs) et ses substituts agissent en qualité de ministère public auprès du tribunal de première instance, du tribunal de police et du tribunal de l'entreprise. Ensemble, ils constituent le parquet du procureur du roi.
Il y a au moins un procureur du roi par arrondissement judiciaire(Code judiciaire : Article 150).
En matière pénale, le parquet du procureur du roi intervient dès l'enquête pénale (pendant l'information et l'instruction devant les juridictions d'instruction, la chambre du conseil et la chambre des mises en accusation). Lorsque l'affaire est présentée au juge répressif pour être examinée sur le fond, il requiert l'application de la loi pénale.
Les parquets d'arrondissement sont regroupés par ressort de Cour d'appel au nombre de cinq : Anvers, Bruxelles, Mons, Gand et Liège.
Les procureurs généraux réunis au sein du Collège des procureurs généraux définissent par circulaires, en concertation avec le ministre de la Justice, la politique pénale pour l'ensemble du pays.
Il existe aussi un procureur fédéral et un parquet fédéral, compétent sur l'ensemble du royaume, et qui exerce le ministère public pour les affaires pénales graves, liées au terrorisme ou à la criminalité organisée.

## Mission

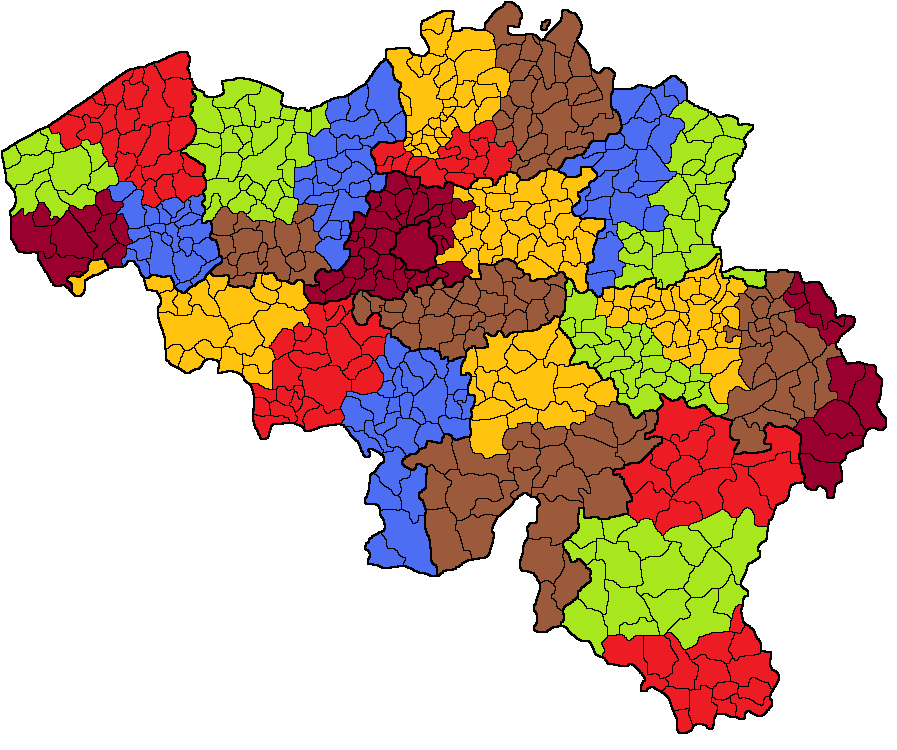
Les 27 arrondissements judiciaires en Belgique d'avant la réforme de 2014

« Le procureur du roi représente et défend les droits et intérêts de la société et veille à l’observation des lois, à l’exécution des décisions judiciaires et au respect de l’ordre public. »
Dans la procédure pénale, le parquet correctionnel joue un rôle actif puisqu’il dirige l’instruction préparatoire, décide d’entamer ou non des poursuites et il détermine le rythme de la procédure. Il agit en tant qu’intermédiaire entre l’appareil policier et l’appareil judiciaire, émet des avis, applique les peines alternatives et formule des avis concernant l’exécution des peines. 
Dans les matières civiles, il intervient par voie d'action, de réquisition ou d’avis ; il agit d'office dans les cas spécifiés par la loi et en outre chaque fois que l'ordre public exige son intervention. 
De plus, il exerce d’importantes compétences dans le cadre de procédures pénales, disciplinaires et civiles : 
- procédure pénale : le procureur est un officier de la police judiciaire chargé de rechercher les délits et les crimes. Il ne peut ordonner ni accomplir d’acte d’instruction, sauf dans le cas d’un crime grave. Il est habilité à classer sans suite et à proposer des transactions. Il est chargé de l'exécution des jugements et arrêts dans les affaires pénales.

- procédure disciplinaire : le parquet est compétent en matière de poursuites disciplinaires à l’égard de juges, d’huissiers de justice, de notaires et d’avocats (également près la cour d’appel).

- procédure civile : le parquet intervient par le biais d’un acte, d’une requête ou d’un avis. Il exerce plusieurs rôles : celui de partie principale, d’investigateur dans une cause et d’exécuteur de décisions judiciaires. Il exerce en outre une fonction importante en droit économique et en droit social[7].

## Recherche des infractions
Le ministère public est chargé de rechercher les infractions. Lorsqu'une infraction est commise, il s'emploie à identifier les auteurs et à rassembler les preuves. Toutefois, le magistrat de parquet n'agit pas seul. Il collabore avec la police locale et la police fédérale.
Le ministère public dirige et coordonne l'information judiciaire, qui est essentiellement effectuée par la police. Cette dernière recueille les indices, entend les témoins et les victimes, arrête et entend les suspects, etc. et consigne tous ces éléments par écrit dans un procès-verbal, que le magistrat de parquet chargé de l'affaire joint au dossier.
La majorité des dossiers restent à l'information, sous l'autorité du magistrat de parquet, qui donne à la police des ordres verbaux (par téléphone) en cas d'urgence et des ordres écrits, au moyen d'une « apostille », dans les affaires moins pressantes. Dans des dossiers de plus grande envergure, le magistrat de parquet tient des réunions avec les enquêteurs .